# SAMI
SAMI(사미, Synchronized Accessible Media Interchange; 접근성 미디어 동기화 교환)는 마이크로소프트 사에서 1998년에 발표한 미디어 접근 제안이다. 마크업 언어로 구조화되어 있으며 개인용 컴퓨터에서의 미디어 재생용 자막을 간단히 만들 수 있도록 하는 데 중점을 두고 설계되어 방송용으로는 적합하지 않다.
SAMI 문서는 문자열로 되어 있으므로 어떠한 문서 편집기로도 기록하고 수정할 수 있다. 또, SAMI 문서를 전문적으로 만들어 주는 유틸리티도 존재한다. 파일 확장자는 .smi 또는 .sami이며, SMIL 파일의 확장자와 충돌 가능성이 있어 .smi가 보통 쓰인다.
각 SAMI 문서는 하나 이상의 언어를 담을 수 있으며 대한민국에서는 지배적으로 이 자막 포맷을 사용한다.

## 사용할 수 있는 HTML 태그와 CSS
SAMI 문서 안에서 문자열을 꾸미기 위해 HTML과 CSS를 사용할 수 있다. 아래와 같은 HTML 태그가 SAMI에서 동작한다.
| 이름       | 설명                         |
| ---------- | ---------------------------- |
| B          | 굵은 글씨                    |
| BASEFONT   | 기본 글꼴 크기               |
| BDO        | 글 방향 설정                 |
| BIG        | 큰 글자 스타일               |
| BLOCKQUOTE | 긴 인용                      |
| BR         | 강제 개행(줄 바꾸기-"Enter") |
| CAPTION    | 표 자막                      |
| CENTER     | DIV align=center의 줄임      |
| COL        | 표 열(列)                    |
| COLGROUP   | 표 열 그룹                   |
| DD         | 정의 설명                    |
| DIV        | 영역내 언어/스타일 지정      |
| DL         | 정의 목록                    |
| DT         | 정의 용어                    |
| FONT       | 특정 영역의 글꼴 지정        |
| H1         | 제목                         |
| H2         | 제목                         |
| H3         | 제목                         |
| H4         | 제목                         |
| H5         | 제목                         |
| H6         | 제목                         |
| HR         | 가로선                       |
| I          | 글자 기울임                  |
| IMG        | 그림 삽입                    |
| LI         | 항목 나열                    |
| OL         | 순서 있는 목록               |
| P          | 문단                         |
| PRE        | 기서식된 문자열              |
| Q          | 짧은 인라인 인용             |
| S          | 글자에 삭선                  |
| SMALL      | 작은 글자 스타일             |
| SPAN       | 영역내 언어/스타일 지정      |
| STRIKE     | 글자에 삭선                  |
| SUB        | 아래첨자                     |
| SUP        | 위첨자                       |
| TABLE      | N/A                          |
| TBODY      | 표                           |
| TD         | 표 자료 칸                   |
| TFOOT      | 표 바닥                      |
| TH         | 표 머리 칸                   |
| THEAD      | 표 머리                      |
| TR         | 표 행(行)                    |
| TT         | 타자기 스타일                |
| U          | 글자 밑줄                    |
| UL         | 순서 없는 목록               |

## 기본 구조
```
<
sami
>

 
<
head
>

  
<
Title
>
 제목 
</
Title
>

  
<
STYLE
 
TYPE
=
"text/css"
>
 
설정값
 
</
STYLE
>

 
</
head
>

 
<
body
>

  
<
SYNC
 
Start
=
0
>

  
<
P
 
Class
=
KRCC
>
한국어 자막
</
P
>

  
<
P
 
Class
=
ENUSCC
>
English Subtitle
</
P
>

  
<
SYNC
 
Start
=
1000
>

  
<
P
 
Class
=
KRCC
>
&nbsp;
</
P
>

  
<
P
 
Class
=
ENUSCC
>
&nbsp;
</
P
>

 
</
body
>

</
sami
>

```

## 같이 보기
- 자막
- SMIL
- LRC (파일 포맷)